# Melchior Anderegg
Melchior Anderegg (Zaun, 28 de março de 1828 - Hausen, 8 de dezembro de 1914) foi um célebre guia de alta montanha suíço.
Começou como escultor em madeira e percorreu os glaciares à procura de pedaços de madeira partindo do hospício no Passo de Grimsel. O gosto pela montanha "apanha-o" e com Christian Almer são os primeiros suíços a fazerem de guia de alta montanha uma profissão.
O Rei dos guias de montanha como era conhecido pela aristocracia inglesa foi guia de Leslie Stephen fundador do Alpine Club. Na família, o seu primo Jakob Anderegg é conhecido por ser o Príncipe dos guias.

## Homenagem
Uma publicação londrina de 1857 pondo em valor as suas qualidades de alpinista assegura a sua fama como Rei dos guias de montanha. Acompanhou os mais célebres alpinistas ingleses a partir de 1859, na chamada Idade de ouro do alpinismo.
Em Escalades dans les Alpes, Edward Whymper descreve a sua reputação: "Quem é Melchior Anderegg? Os que me fazem esta pergunta nunca viajaram nos Alpes suíços, onde o nome de  Melchior é tão conhecido como o de Napoleão. Melchior, também no seu género, é um imperador".

## Imagens

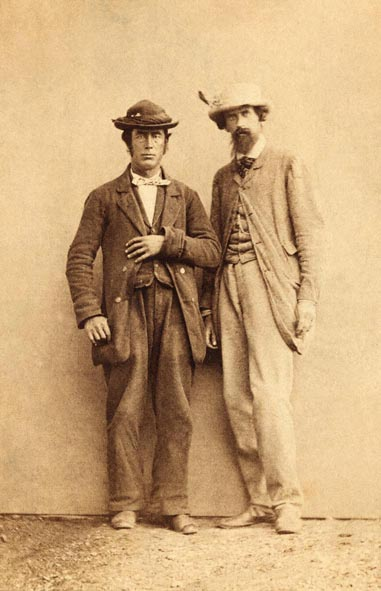
Leslie Stephen (esq.) e  Melchior Anderegg (dir.)
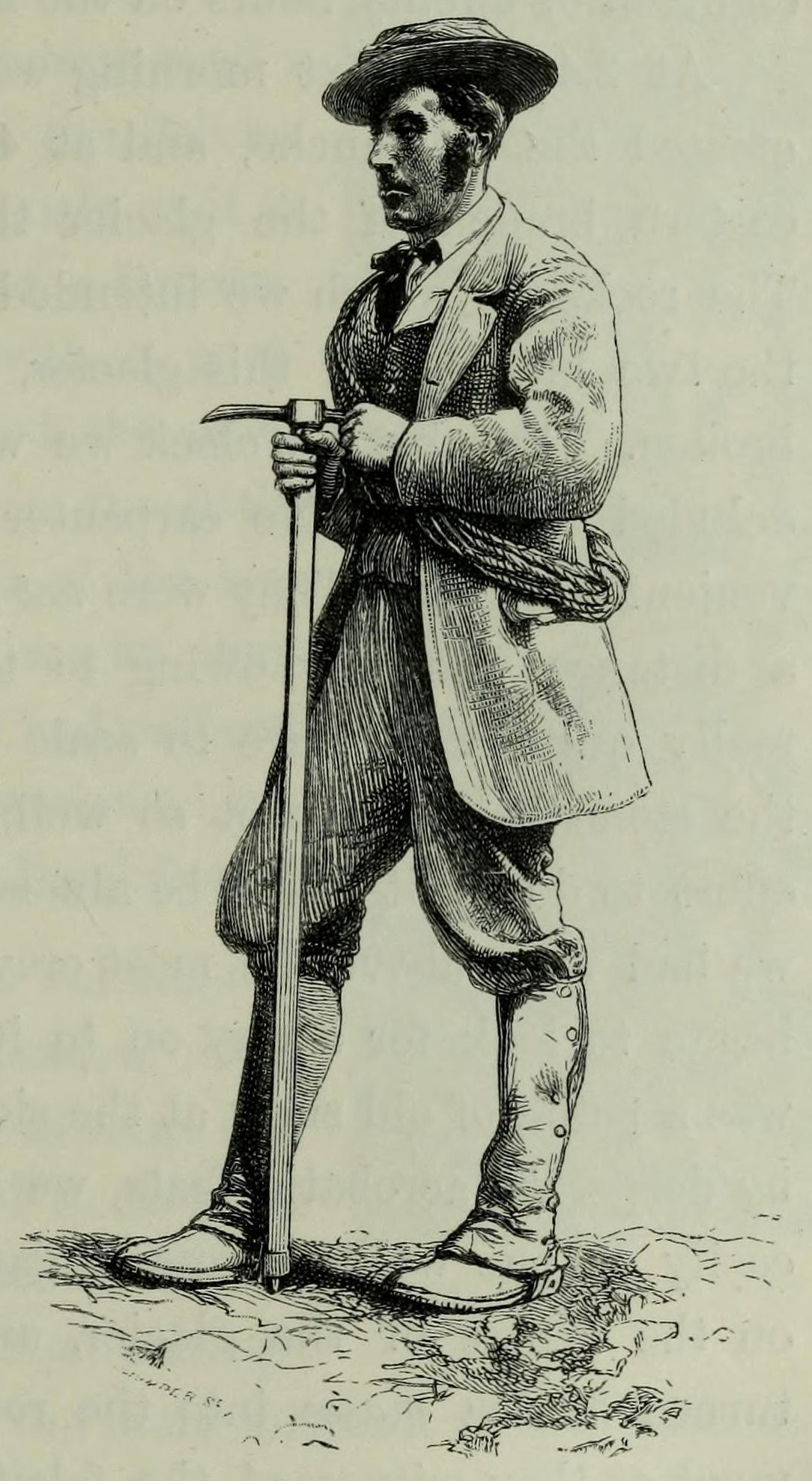
Melchior Anderegg por Edward Whymper